# Горст Кройц
Горст Кройц (нім. Horst Creutz; 19 травня 1915, Берлін — 14 грудня 1944, Кельтське море) — німецький офіцер-підводник, капітан-лейтенант крігсмаріне.

## Біографія
5 квітня 1935 року вступив на флот. З грудня 1939 року служив на важкому крейсері «Адмірал Гіппер». В березні-вересні 1943 року пройшов курс підводника. З вересня 1943 року — командир взводу 2-го навчального дивізіону підводних човнів. В листопаді-грудні 1943 року пройшов командирську практику в 23-й флотилії. З 18 березня 1944 року — командир підводного човна U-400. 14 грудня 1944 року U-400 затонув в Кельтському морі, підірвавшись на британському мінному полі «HW A3» (50°33′16″ пн. ш. 5°11′37″ зх. д.), встановленому 3 грудня 1944 року британським загороджувачем «Аполло». Всі 50 членів екіпажу загинули.

## Звання
- Кандидат в офіцери (5 квітня 1935)
- Морський кадет (25 вересня 1935)
- Фенріх-цур-зее (1 липня 1936)
- Оберфенріх-цур-зее (1 січня 1938)
- Лейтенант-цур-зее (1 квітня 1938)
- Оберлейтенант-цур-зее (1 жовтня 1939)
- Капітан-лейтенант (1 грудня 1942)

## Нагороди
- Медаль «За вислугу років у Вермахті» 4-го класу (4 роки)
- Залізний хрест
  - 2-го класу (1940)
  - 1-го класу (1942)
- Нагрудний знак флоту (15 липня 1941)